# Drence
Drence es un pueblo ubicado en la municipalidad de Medveđa, en el distrito de Jablanica, Serbia.

## Superficie
Posee una superficie de 17,04 kilómetros cuadrados.

## Demografía
Hasta 2011 la población era de 117 habitantes, con una densidad de población de 6,867 habitantes por kilómetro cuadrado.